# Burlington (Massachusetts)
Burlington is een plaats (town) in Middlesex County, Massachusetts, Verenigde Staten. In 2000 had de plaats een inwonertal van 22876 en waren er 8289 huishoudens.

## Bekende inwoners van Burlington
- Roderick MacKinnon, professor in de moleculaire neurobiologie en biofysica.  En Nobelprijswinnaar (2003)
- Amy Poehler, actrice
- David Lovering, drummer van Pixies

## Externe link

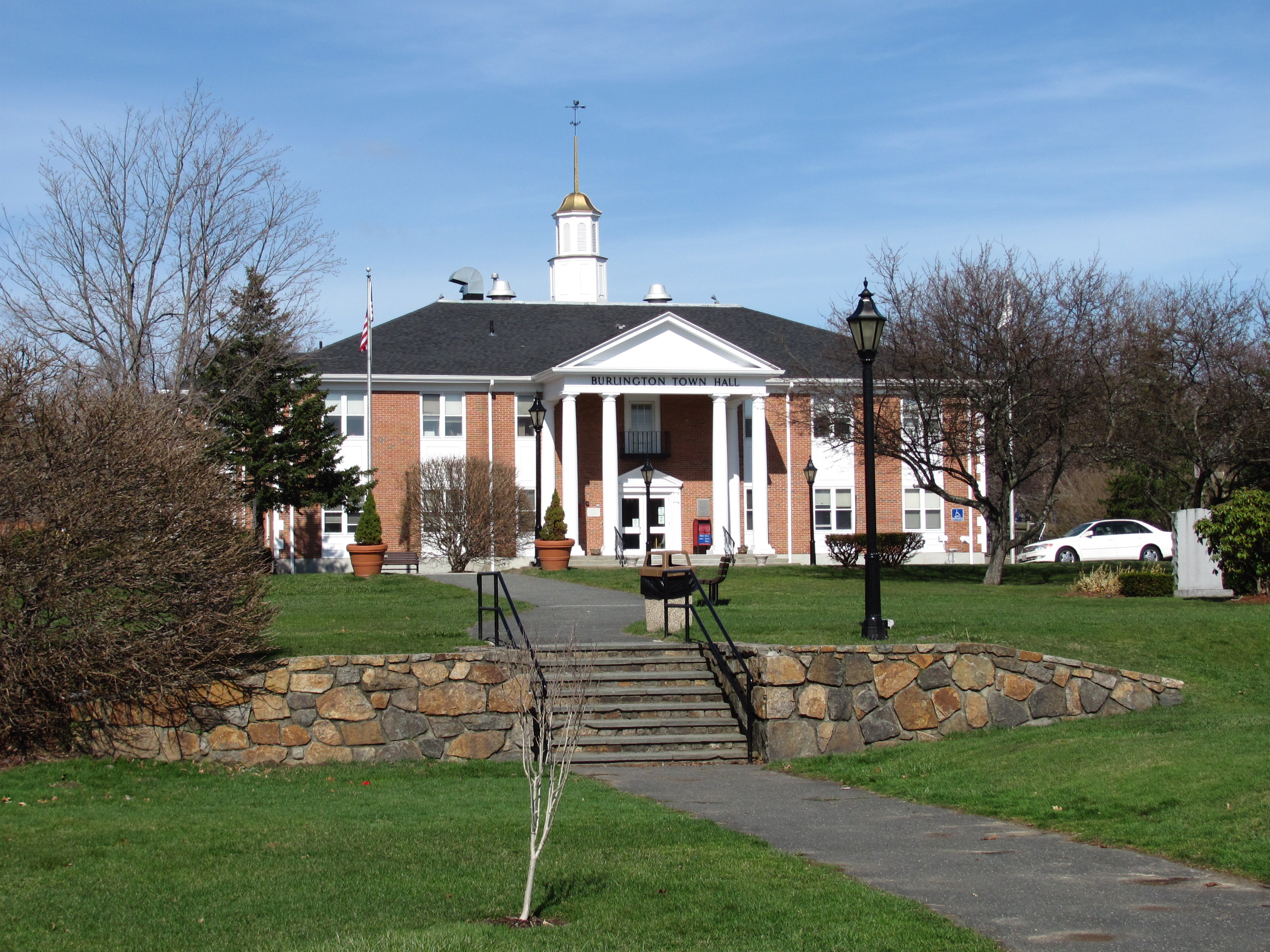
Gemeentehuis van Burlington